# A román nyelv földrajzi elterjedése és státusza
A román nyelvet a Latin Unió szerint összesen mintegy 28 millió személy beszéli világszerte, miközben az Ethnologue adatai 23,6 millióról szólnak. A 28 millióból 24 millió lenne a román anyanyelvűek száma. A románul beszélők közé soroljuk a volt Szovjetunióban élő ún. moldáv nyelv beszélőit is, és ugyancsak hozzájuk tartozik a Szerbiában és Bulgáriában vlach nyelvűeknek nevezett személyek legalább egy része, mivel ezt nemcsak az arománokra használják ezekben ar országokban, hanem a timok-völgyi románokra is. Ugyanakkor a kivándoroltakra vonatkozó adatok csak akkor tükrözik a román nyelv beszélőinek számát, ha ez külön meg van említve, ugyanis a legtöbb statisztika a román és a moldovai állampolgárokra vonatkozik. Ezek közül nem tudni, hányan beszélnek románul. Azt sem tudni, hogy közülük mennyi az ott véglegesen letelepedettek, és mennyi az ideiglenesen tartózkodók száma, azaz hogy nincsenek-e belefoglalva Románia és Moldova statisztikáiba is, és a befogadó országokéiba is.

## A román nyelv beszélőinek országok szerinti eloszlása
| Ország                      | Személyek száma | Személyek státusza                                                          | Év   |
| --------------------------- | --------------- | --------------------------------------------------------------------------- | ---- |
| Románia                     | 17 176 544      | román anyanyelvűek                                                          | 2011 |
| Moldovai Köztársaság        | 2 184 098       | magukat román, illetve moldáv anyanyelvűeknek vallók                        | 2014 |
| Olaszország                 | 1 279 227       | román és moldovai állampolgárok                                             | 2016 |
| Spanyolország               | 798 104         | román állampolgárok                                                         | 2011 |
| Ukrajna                     | 327 703         | magukat román, illetve moldáv anyanyelvűeknek vallók                        | 2001 |
| Izrael                      | 250 000         | román anyanyelvű izraeli állampolgárok                                      | 1993 |
| Dnyeszter Menti Köztársaság | 165 200         | moldáv nemzetiségűekként bejegyzettek                                       | 2011 |
| Amerikai Egyesült Államok   | 154 625         | otthon románul beszélők                                                     | 2013 |
| Németország                 | 148 183         | a Külföldiek Központi Nyilvántartásába vett román és moldovai állampolgárok | 2011 |
| Oroszország                 | 117 261         | románul, illetve moldávul beszélők                                          | 2010 |
| Ausztria                    | 93 438          | romániai és moldovai születésűek                                            | 2015 |
| Kanada                      | 93 135          | román anyanyelvűek                                                          | 2011 |
| Szerbia                     | 72 170          | román és vlach anyanyelvűek                                                 | 2011 |
| Belgium                     | 65 768          | román állampolgárok                                                         | 2015 |
| Görögország                 | 56 915          | román és moldovai állampolgárok                                             | 2011 |
| Svédország                  | 32 242          | Romániában és Moldovában születettek                                        | 2018 |
| Portugália                  | 31 505          | román állampolgárok                                                         | 2014 |
| Ciprusi Köztársaság         | 24 376          | román állampolgárok                                                         | 2011 |
| Írország                    | 21 416          | romániai és moldovai születésűek                                            | 2011 |
| Dánia                       | 18 828          | romániai születésűek                                                        | 2015 |
| Hollandia                   | 18 740          | Romániából származók                                                        | 2014 |
| Ausztrália                  | 17 230          | romániai születésűek                                                        | 2016 |
| Magyarország                | 13 886          | román anyanyelvűek                                                          | 2011 |
| Norvégia                    | 12 007          | román állampolgárok                                                         | 2015 |
| Bulgária                    | 6412            | vlachokként, román anyanyelvű romákként, illetve románokként bejegyzettek   | 2011 |
| Horvátország                | 955             | román anyanyelvűek                                                          | 2011 |
| Szlovénia                   | 122             | román nemzetiségűek                                                         | 2002 |

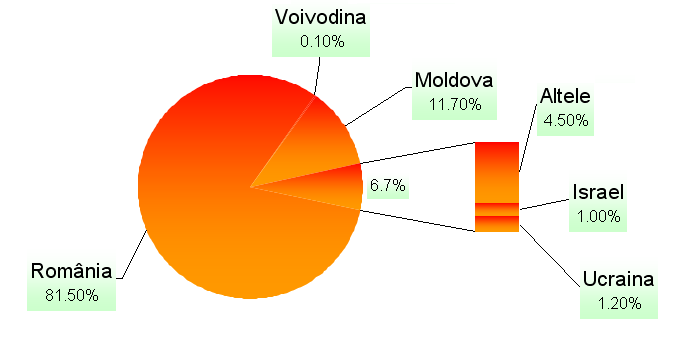
A románt anyanyelvként beszélők országok szerinti eloszlása (Altele = ’más országok’)

Oroszországon és Ukrajnán kívül más volt szovjet köztársaságokban is élnek viszonylag kis számban román ajkúak (moldovaiak). Főleg a sztálini időkben kerültek deportáltakként Azerbajdzsánba (1 400), Tádzsikisztánba (580), Türkmenisztánba (1560), de főleg Kazahsztánba (33 000).
Számításba kell még venni a beásokat is, már amennyiben beszélik az eredeti nyelvüket, mely a román változata. Számuk gyakorlatilag meghatározhatatlan, mivel sehol sincsenek a romáktól külön feltüntetve. Néhány országból vannak becslések, melyek szerint 10–20 ezren élnek Horvátországban, néhány ezren Bulgáriában és néhány százan Szlovákiában.

## A román nyelv státusza

### A román mint hivatalos nyelv
A román elsősorban Romániában, de más országokban is hivatalos nyelv.
A Moldovai Köztársaságban is hivatalos nyelv a román, a szovjet időkben moldáv nyelv elnevezéssel. 1991-ben A Moldovai Köztársaság függetlenségi nyilatkozata a román nyelvet nevezi meg az állam nyelveként, majd az 1994-ben elfogadott alkotmány 13. cikkelye újra moldávnak nevezi. Végül 2013-ban az ország alkotmánybírósága úgy határoz, hogy a függetlenségi nyilatkozat felülírja az alkotmány 13. cikkelyét, következésképpen az állam nyelve a román.
A magát függetlennek kikiáltott, de nemzetközileg nem elismert Dnyeszter Menti Köztársaságban, az orosz és az ukrán mellett, a „moldáv nyelv” elnevezéssel, a román is hivatalos nyelv.
A román is „hivatalos használatúnak” nevezett nyelv Szerbiában, azokban a helységekben, ahol a román ajkú lakosság aránya eléri a 15%-ot. Ezek a helységek a Vajdaság Tartományi Oktatási, Jogalkotási, Közigazgatási és Nemzeti Kisebbségi – Nemzeti Közösségi Titkárságának egyik dokumentumában jelennek meg. Ugyanakkor a timok-völgyi románok anyanyelvének nincs meg ez a státusza.
Az Európai Unió egyik hivatalos nyelve is a román. Ugyancsak egyik hivatalos nyelve az újlatin nyelveket beszélő országok szervezetének, a Latin Uniónak is.

### A román mint kisebbségi nyelv
Anélkül, hogy hivatalos lenne, egyes Románia szomszédságában vagy közelében levő országokban a román nyelvnek van bizonyos hivatalos státusza, amennyiben elismert kisebbségi nyelv. Ez azokra az országokra érvényes, amelyek aláírták a Regionális vagy Kisebbségi Nyelvek Európai Kartáját, és az ehhez hozzáadott nyilatkozatban megnevezték a románt:
- Ukrajnában főleg Kárpátalján, Bukovinában (Csernyivci tartományban) és Odessza tartományban élnek román ajkúak. A román többségű helységekben a román nyelv is használható a hatóságokkal való érintkezésben. Létezik román nyelvű oktatás, valamint sajtó, rádió- és televízióadások.
- Magyarországon a román is, és külön a beás is kisebbségi nyelvi státusszal rendelkezik. Románul is oktatnak a gyulai Nicolae Bălcescu gimnáziumban,[69] és van román nyelvű sajtó,[70] valamint rádió- és televízióadás. A beás változat sztenderdizálása után ezt is tanítják.[71]
- Horvátországban is a „beás román”, amint nevezik hivatalosan, elismert kisebbségi nyelv.
- Szerbiában a vlachnak nevezett nyelv rendelkezik ezzel a státusszal, a román mellett.
- Bosznia-Hercegovina is beírta a románt a kisebbségi nyelvek közé, bár nincsenek adatok ottani beszélőiről.

## A román mint második és mint idegen nyelv
Második nyelvként a románt a Latin Unió szerint négy millió személy beszéli. Ezek között elsősorban a romániai és a moldovai nem román anyanyelvűek jönnek számításba. Romániában ennek a 2,9 milliónyi népességnek nagy részéről lehet szó. Az 1979-ben, az akkori Moldáv Szovjet Szocialista Köztársaságban végrehajtott népszámlálás szerint, az öszlakosság (3 372 051 személy) 4%-a, azaz kb. 134 000-en jelölték meg a moldávot második nyelvükként.
Lehetnek még románul tudók azon nem román ajkúak és más országokból származók között, akik Romániában éltek ideiglenesen a múltban, vagy azok között, akik jelenleg élnek itt diákokként, alkalmazottakként, üzletemberekként stb. 2011-ben 42 936 Európai Unión kívüli állampolgárt tartottak nyilván a moldovaiakon kívül, 2012-ben pedig 42 953 EU állampolgárt.
Az idegen nyelvként tanított román jelen van számos országban. Román nyelvi lektorátus 29 országban létezik, 49 felsőoktatási intézményben, ahol ezektől függően különféle szinteken tanítják a nyelvet, a Román Nyelv Intézete szervezésében.
A Román Kulturális Intézet is foglalkozik a román mint idegen nyelv tanításával Romániában és a más országokban jelenlévő hálózatán keresztül.

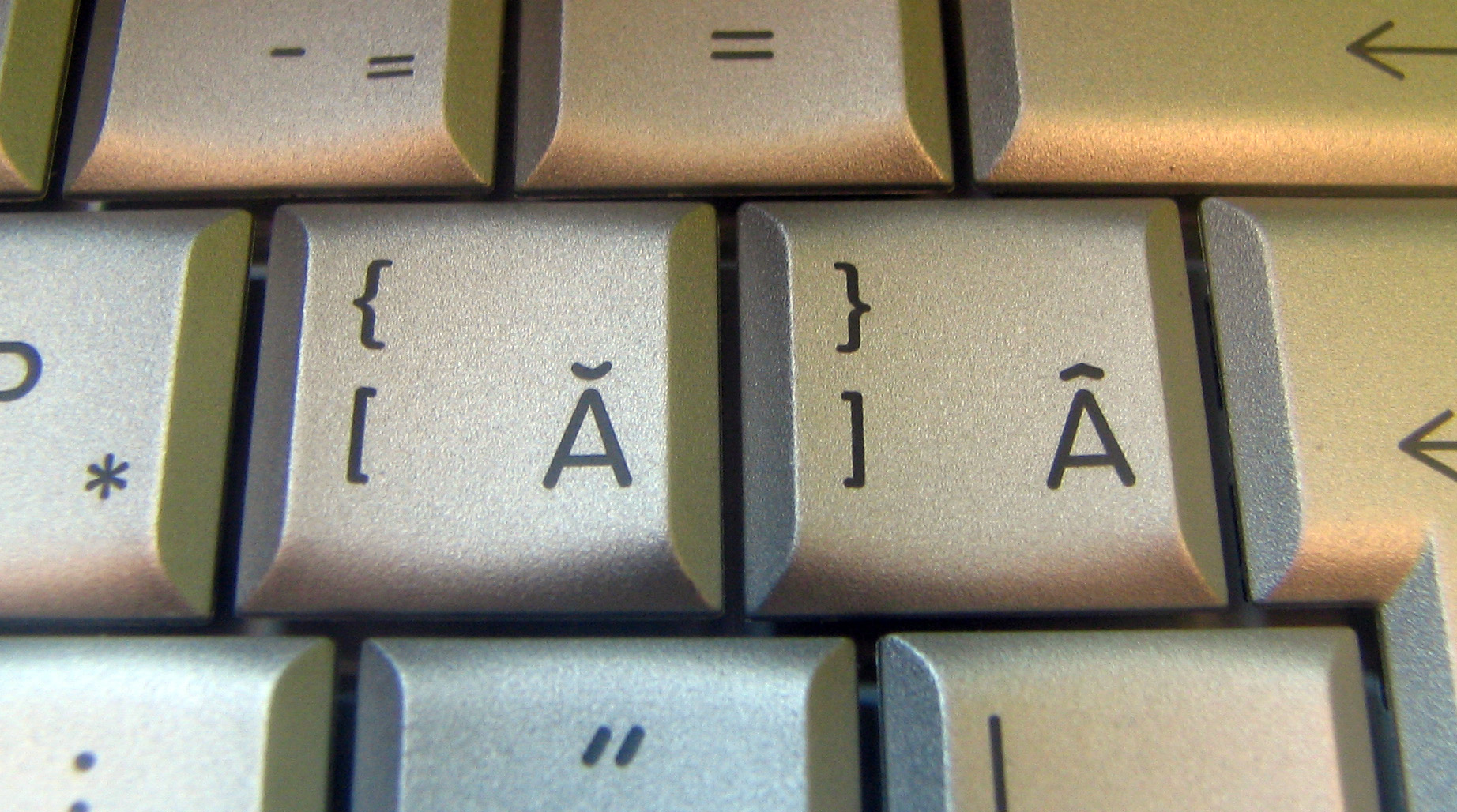
Román betűk számítógép billentyűzetén

## A román nyelv az Interneten
Romániában az Internet használata folyamatosan nő. 2010-ben a lakosság 35,5%-a használta, és több mint 500 000 volt a .ro tartománynevű honlapok száma. A román nyelv jelenlétének arányszáma az Interneten 0,6 volt 2007-ben, ami kevésnek számít az angol nyelv 4,44-es, a francia nyelv 2,24-es, vagy az olasz nyelv 2,93-as arányszámához képest, de az újlatin nyelvek közül csak a román mutatott növekedést 2005 és 2007 között.